# Wilhelm Wagener
Wilhelm Wagener (* 22. Juli 1871 in Hamburg; † 4. Dezember 1948 in Kronshagen) war ein deutscher Gewerkschaftsfunktionär.

## Leben und Wirken
Wilhelm Wagener war das Kind zunächst unverheirateter Eltern. Sein Vater gab bei der Eheschließung eine Ehelichkeitserklärung, sodass Wilhelm Wagener seitdem legitimiert war. Er besuchte eine Volksschule und arbeitete anschließend als Hausknecht und Packer. Seit Januar 1901 besaß er das Hamburger Bürgerrecht. Zum 1. Oktober 1896 schloss er sich der Hamburger Sektion des Vereins der Hausknechte und Kontorboten von 1890 an und förderte dort Tendenzen, sich mit anderen Gewerkschaften zusammenzuschließen. Bei Gründung des Zentralverbands der Handels-, Transport- und Verkehrsarbeiter im Dezember 1896 wurde er Verbandsmitglied. Ab Februar 1899 führte er den Distrikt Hamburg-Uhlenhorst. Im Auftrag des Verbandes nahm er Anfang 1900 am Hamburger Gewerkschaftskartell teil. Als im Januar 1901 gewähltes Vorstandsmitglied der Hamburger Sektion des Zentralverbands führte er ab 1902 dessen Kasse für mehrere Jahre. Im Jahr 1903 betrug der Kassenstand bei rund 4850 Mitgliedern ca. 70.500 Mark.
Ab 1903 gehörte Wagener der Unterstützungsvereinigung der Gewerkschaft des Zentralverbands der Handels-, Transport- und Verkehrsarbeiter- und -Arbeiterinnen Deutschlands an. In der Hamburger Ortsverwaltung der Organisation etablierte er Beitragssätze, die zu den höchsten in einer deutschen Lokalorganisation gezahlten gehörten. Die daraus resultierende hohe Kassenbestand ermöglichte 1904 erfolgreiche Arbeitskämpfe.
Friedrich Himpel, Vorsitzender des Hamburger Ortsverbands, verließ 1905 Hamburg und nahm einen Posten im Zentralvorstand der Vereinigung in Berlin an. Wilhelm Wagener übernahm im selben Jahr den Vorsitz der Hamburger Vereinigung, den er bis 1908 innehatte. Während dieser Zeit erhielt die Organisation starken Zulauf und vergrößerte sich um ein Drittel. Die Gründe hierfür waren der gewerkschaftliche Arbeitsnachweis und mehrere erfolgreiche Arbeitskämpfe. Bis 1908 fusionierte der Zentralverband mit mehreren lokalen Vereinigungen. 1907 verlegte der Gau 11, der Schleswig-Holstein, Hamburg, Lübeck und Mecklenburg umfasste, seinen Hauptsitz von Lübeck nach Hamburg. Wilhelm Wagener übernahm dessen Vorsitz, trat zur Wiederwahl 1909 jedoch nicht an.
Wagener gehörte der Kartellkommission der Gewerkschaften an, die dem Hamburger Zusammenschluss mehrerer Einzelgewerkschaften vorstand. Ab 1906 übernahm er das Amt des Schriftführers und ab 1907 hatte er einen Posten als Beisitzer in der Exekutivkommission. Von 1905 bis zum Ende der Weimarer Republik besuchte er alle Gewerkschaftstage des Zentralverbands der Handels-, Transport- und Verkehrsarbeiter- und -Arbeiterinnen Deutschlands. Er setzte sich dafür ein, dass sich die im Hamburger Hafen Beschäftigten zusammenschlossen. Die Vereinigung der verschiedenen Verbände erfolgte auf einem außerordentlichen Verbandstag 1910 in Hamburg, an dem Wagener als Delegierter des Deutschen Transportarbeiter-Verbandes teilnahm. Der Verband vergrößerte sich somit von 15.000 auf ungefähr 43.000 Mitglieder.
Während des Ersten Weltkriegs musste Wagener von 1915 bis 1918 Kriegsdienst leisten. Nach seiner Rückkehr geriet er nach der Novemberrevolution in Konflikt mit dem Verbandsvorstand. Wagener vertrat die Ansicht, dass dieser sich nicht ausreichend von neuen und radikalen Mitgliedern aus Berlin abgrenze. Da der Vorstand Wageners Mitarbeit sehr schätzte, versuchten sie, auf seine Hinweise einzugehen und ihn zur Mitarbeit gewinnen zu können. Während des 11. Verbandstages im September 1922 in Berlin wurde Wagener in den Hauptvorstand der Transportarbeitergewerkschaft gewählt. Seit Juni desselben Jahres gehörte er auch dem Vorläufigen Reichswirtschaftsrat an. Vor August 1925 ging er zurück nach Hamburg, wo er erneut Gauleiter wurde.
Nach der Machtergreifung durch die Nationalsozialisten musste Wagener alle gewerkschaftlichen Ämter aufgeben. Er verbrachte die Folgejahre als Frührentner in Hamburg. Mitte der 1940er Jahre ging er nach Kronshagen bei Kiel, wo er verstarb.